# Герунов, Александр Евгеньевич
Алекса́ндр Евге́ньевич Геруно́в (род. 10 декабря 1979 года, Тольятти, Россия) — заслуженный мастер спорта РФ по каратэ, мастер спорта РФ по тхэквондо (WTF), неоднократный чемпион мира и Европы по карате, победитель Всемирных игр. На данный момент единственный чемпион Мира и Европы по карате в России (по линии Всемирной федерации каратэ, World Кarate Federation- WKF) в личной весовой категории за всю историю проведения чемпионатов (чемпионаты мира по карате WKF проводятся с 1970 года, чемпионаты Европы с 1966 года). Также чемпион и призёр мира и Европы в стилевых Федерациях: Сито-рю, Сётокан, Вадо-рю, Годзю-рю и тхэквондо. Обладатель 4-го дана чёрного пояса.

## Биография
Родился 10 декабря 1979 года в городе Тольятти, мать работала врачом терапевтом в МСЧ ВАЗа, отец — слесарь ремонтник на ВАЗе.
В 2002 году окончил Тольяттинский государственный университет, с дипломом инженера по специальности «Технология Машиностроения».
В 2008 году окончил Тольяттинскую академию управления, по специализации «Управление хозяйственными структурами».
1998—2008 — спортсмен-инструктор МОУДОД СДЮСШОР «Союз» № 8.
2003—2008 — в период тренировок и выступлений был оформлен сотрудником частного охранного предприятия ООО ЧОО «Форпост», которое выступало одним из основных его спонсоров.
Февраль—июнь 2008 — заместитель директора по общим вопросам школы единоборств МОУДОД СДЮСШОР «Союз» № 8.
2008—2009 — заместитель генерального директора ЗАО «Сибгазаппарат» (предприятие холдинга ОАО «Запсибгазпром») (г. Тюмень)
2009—2012 — заместитель директора, директор  охотнического хозяйства ООО «Эксперт-М».
апрель-октябрь 2012 — директор частного охранного предприятия ООО ЧОО «Монолит».
с 2012—2015 годах — президент РФСОО «Федерация каратэ Самарской области».
В 2013—2014 годах — соорганизатор Всероссийского тренировочного лагеря и Всероссийского молодёжного турнира «Кубок Александра Герунова».
В 2015—2024 годах — руководитель Управления физической культуры и спорта администрации городского округа Тольятти.
В декабре 2024 назначен заместителем директора департамента по внутренней политики Свердловской области.

## Телепроекты
В 2007 году снят фильм с соревновательными моментами — «Александр Герунов — 50 лучших моментов». Фильм выпущен в 2х частях.
В 2012 году являлся участником передачи, автора и ведущего Сергея Бадюка — «Всё включено», на телеканале «Россия-2».
В 2013 году являлся первым участником федерального телевизионного проекта, автора и ведущего Сергея Бадюка — «Страна героев».

## Спортивные достижения
| Международные достижения по каратэ по версии WKF Бронзовая медаль на первенстве Европы среди кадетов, 1997 г. (г. София, Болгария). Бронзовая медаль чемпионата мира среди студентов, вес до 80 кг, 1997 г. (Франция, г. Лилль). Победитель первенства мира среди юниоров (1 место — команда, 3 место — вес до 80 кг.), 1999 г. (г. София, Болгария). Победитель первенства Европы среди юниоров, вес +80 кг, 2000 г. (г. Целия, Словения). Чемпион мира среди студентов, OPEN (открытый вес), 2000 г. (г. Киото, Япония). Бронзовые медали на чемпионате Европы (3 место — команда, 3 место — OPEN, 3 место — вес +80 кг.), 2002 г. (г. Таллинн, Эстония). Серебряная медаль чемпионата мира, вес +80 кг, 2002 г.(г. Мадрид, Испания). Чемпион Европы (1 место-команда, 3 место — вес +80 кг.), 2004 г.(г. Москва, Россия). Чемпион мира (3 место-команда, 1 место — вес +80 кг.), 2004 г. (г. Монтеррей, Мексика). Победитель Всемирных игр (1 место — вес +80 кг, 1 место — OPEN), 2005 г. (г. Дуйсбург, Германия). Чемпион Европы (1 место — команда, 3 место — вес +80 кг.), 2007 г. (г. Братислава, Словакия). Чемпион Европы в весе +84 кг, 2009 г. (г. Загреб, Хорватия) — с 1966 года первая в истории российская золотая медаль на Чемпионатах Европы в личной весовой категории. | Спортивные достижения на Кубках Мира, стилевых чемпионатах, международных турнирах, кубках и чемпионатах России Обладатель Кубка мира среди молодёжи, 1998 г. (Орландо). Чемпион Европы (1 место — команда, 3 место — вес +80), Вадо-рю, 1998 г. (Люксембург). Чемпион России, 1998 г. Чемпион России среди юниоров, 1999 г. Победитель национального Чемпионата России по каратэ, 2000 г. Обладатель Кубка СНГ, 2000 г. Чемпион России по кикбоксингу (семи контакт), 2000 г. Победитель открытого Чемпионата России, Вадо-рю, 2000 г. Чемпион Европы (1 место-команда, 1 место — вес +80, 1 место — OPEN), Вадо-рю, 2000 г. (Италия) Бронзовая медаль Чемпионата мира, Сётокан, 2001 г. (Чехия) Чемпион России, 2002 г. (это соревнование объединило несколько федераций направления спортивного, традиционного каратэ в России), г. Москва. Чемпион мира (1 место-команда, 1 место — вес +80, 1 место — OPEN), Вадо-рю, 2002 (Москва) Бронзовая медаль открытого Чемпионата Кореи по тхэквондо (WTF), 2003 Победитель открытого Чемпионата Америки по каратэ, 2004, 2005, 2006 годах (Лас Вегас) Чемпион России по каратэ, 2007 г. Чемпион мира (1 место-команда, 1 место — вес +80), Сито-рю, 2007 г. (Япония) Победитель международного командного турнира «Московские звёзды», 2008 г. Чемпион России по каратэ, OPEN (турнир выигран в Тюмени всего через 15 часов после победы на турнире в Москве) 28 ноября 2005 года удостоен звания Лауреата государственной премии «Золотой пояс России» Трёхкратный обладатель звания «Звезда России» Пятикратный победитель международного Кубка по каратэ «Звезды мира» Всего обладатель 60 золотых, 8 серебряных и 17 бронзовых медалей |

## Политическая деятельность
В 2002—2006 годах член ВПП Единая Россия, руководитель тольяттинского отделения молодёжного движения «Молодёжное Единство» и «Молодая гвардия» в составе партии Единая Россия.
В 2007 году на парламентских выборах 2007 был включен в партийный список кандидатом в депутаты от партии «Гражданская сила»
, но партия не прошла в парламент.
В 2008 году возглавлял предвыборный штаб кандидата на пост Мэра Тольятти, президента группы охранных предприятий «Форпост» Сергея Савватеева, который являлся его спонсором
В 2013—2015 годах руководитель партийного проекта «Спорт доступный для всех» партии «Гражданская платформа», баллотировался в депутаты Думы Тольятти 6-го созыва, по внутримуниципальному округу № 5, в составе партийного списка партии.

## Семья
У Александра Герунова есть два брата: Алексей и Вячеслав. Старший брат Алексей профессиональный волейболист.